# Coupe d'Irlande de football 2020
Navigation
Édition précédente Édition suivante
La Coupe d'Irlande de football 2020 est la 100e édition de la Coupe d'Irlande de football organisée par la Fédération d'Irlande de football. La compétition porte le nom de son sponsor principal : Extra.ie FAI Senior Cup. Elle commence en août pour se terminer en novembre 2020. Le vainqueur gagne le droit de participer à la Ligue Europa Conférence 2021-2022. Les Shamrock Rovers défendent le trophée acquis en 2019.
Le Dundalk FC remporte la compétition en battant en finale le Shamrock Rovers FC.

## Déroulement de la compétition
En raison de la pandémie de Covid-19, l'ensemble des compétitions de football sont chamboulées en Irlande tant dans leur organisation que dans leur calendrier. La compétition ne commence qu'au mois d'août au lieu du mois d'avril comme habituellement.
Pour cette 97e édition seulement 19 équipes participent la Coupe d'Irlande, soit tous les participants au championnat d'Irlande à l'exception de l'équipe B des Shamrock Rovers. Cette équipe qui a intégré cette année la First Division ne peut en effet en aucun cas participer à une compétition où elle serait en mesure de rencontrer l'équipe première du même club.D
Le 13 juillet 2020 un tirage au sort est donc organiser pour définir quelles sont les équipes qui parmi les 19 engagées doivent passer par un premier tour pour réduire les participants de 19 à 16 équipes. Les 13 équipes directement qualifiées pour le deuxième tous sont Derry City FC, Cabinteely FC, Shelbourne FC, Bray Wanderers, Sligo Rovers, Wexford FC, Shamrock Rovers, Athlone Town, UCD, Galway United, Cobh Ramblers FC, Bohemian FC et Drogheda United. Finn Harps, St. Patrick's Athletic FC, Dundalk FC, Waterford FC, Cork City FC et Longford Town disputent donc le premier tour

## Compétition

### Premier tour
Les matchs se déroulent sur le terrain du premier nommé.
| Club recevant | Score     | Club visiteur             | Lieu de la rencontre | Date         |
| ------------- | --------- | ------------------------- | -------------------- | ------------ |
| Finn Harps    | 1-0       | St. Patrick's Athletic FC | Finn Park            | 10 août 2020 |
| Dundalk FC    | 1-0       | Waterford FC              | Oriel Park           | 11 août 2020 |
| Cork City FC  | 1-0 a. p. | Longford Town             | Turner's Cross       | 11 août 2020 |

### Deuxième tour
Les matchs se déroulent sur le terrain du premier nommé. Ils ont lieu le dernier week-end du mois d'août 2020.
| Club recevant    | Score     | Club visiteur | Lieu de la rencontre | Date         |
| ---------------- | --------- | ------------- | -------------------- | ------------ |
| Galway United    | 2-5       | Shelbourne FC | Eamonn Deacy Park    | 28 août 2020 |
| Athlone Town     | 5-3 a. p. | Wexford FC    | Athlone Town Stadium | 28 août 2020 |
| Bray Wanderers   | 0-2       | Finn Harps    | Carlisle Grounds     | 29 août 2020 |
| Drogheda United  | 0-2       | Derry City FC | United Park          | 29 août 2020 |
| UCD              | 1-3       | Sligo Rovers  | UCD Bowl             | 30 août 2020 |
| Cobh Ramblers FC | 0-2       | Dundalk FC    | St. Colman's Park    | 30 août 2020 |
| Bohemian FC      | 2-0       | Cabinteely FC | Dalymount Park       | 31 août 2020 |
| Shamrock Rovers  | 2-1       | Cork City FC  | Tallaght Stadium     | 31 août 2020 |

C'est la première fois depuis quatorze ans qu'Athlone Town accède aux quarts de finale de la Coupe d'Irlande.

### Quarts de finale
| Quart de finale 1     | Athlone Town                               | 4-1   | Shelbourne FC     | Lissywollen             |                         |
| 31 octobre 2020 15:00 | Dean George 4e 66e 78e · Scott Delaney 20e | (2-1) | Ciarán Kilduff 8e | Spectateurs : huis clos | Spectateurs : huis clos |

| Quart de finale 2 | Bohemian FC      | 1-4   | Dundalk FC                                                   | Dalymount Park                                                      |                                                                     |
| 20 novembre 2020  | Andre Wright 15e | (1-3) | Michael Duffy 2e · David McMillan 35e 38e · Nathan Oduwa 87e | Spectateurs : Huis-clos Diffuseur : RTE 2 Arbitrage : Robert Harvey | Spectateurs : Huis-clos Diffuseur : RTE 2 Arbitrage : Robert Harvey |

| Quart de finale 3 | Finn Harps                            | 2-3   | Shamrock Rovers                          | Finn Park, Ballybofey                            |                                                  |
| 20 novembre 2020  | Barry McNamee 15e · Stephen Folan 21e | (2-0) | Aaron McEneff 52e 55e · Graham Burke 71e | Spectateurs : Huis-clos Arbitrage : Rob Hennessy | Spectateurs : Huis-clos Arbitrage : Rob Hennessy |

| Quart de finale 4 | Sligo Rovers    | 0-0             | Derry City FC |                         |                         |
| 25 novembre 2020  |                 | (0-0, 0-0, 0-0) |               | Spectateurs : Huis-clos | Spectateurs : Huis-clos |
| 25 novembre 2020  | Tirs au but 3-1 |                 |               | Spectateurs : Huis-clos | Spectateurs : Huis-clos |

### Demi-finales
| Demi-finale 1          | Shamrock Rovers        | 2-0   | Sligo Rovers | Tallaght Stadium                                    |                                                     |
| 29 novembre 2020 14:00 | Aaron McEneff 4e 45+1e | (2-0) |              | Spectateurs : Huis-clos Arbitrage : Paul McLoughlin | Spectateurs : Huis-clos Arbitrage : Paul McLoughlin |

| Demi-finale 2          | Athlone Town | 0-11  | Dundalk FC | Lissywollen                                                          |                                                                      |
| 29 novembre 2020 19:05 |              | (0-6) | Michael Duffy 4e 9e · Andy Boyle 13e · John Mountney 29e · Patrick McEleney 36e · David McMillan 39e 64e · Chris Shields 55e · Nathan Oduwa 60e · Jordan Flores 74e · Sean Murray 83e | Spectateurs : Huis-clos Diffuseur : RTE2 Arbitrage : Robert Hennessy | Spectateurs : Huis-clos Diffuseur : RTE2 Arbitrage : Robert Hennessy |

La victoire de Dundalk sur Athlone Town par onze buts à zéro est la plus large victoire de l'histoire de la coupe d'Irlande de football. C'est aussi la plus large victoire de l'histoire de Dundalk toutes compétitions confondues.

## Finale
La finale oppose cette année les deux derniers champions d'Irlande. C'est aussi la revanche de la finale de l'année précédente. Dundalk valide ainsi sa sixième finale consécutive égalant ainsi le record détenu par les Shamrock Rovers établi entre 1963 et 1969. Les Shamrock Rovers tenteront de faire le doublé coupe championnat, de remporter sa deuxième coupe consécutive et enfin de terminer la saison 2020 totalement invaincus en compétition nationale.
| Finale                | Shamrock Rovers | 2-4 ap          | Dundalk FC | Aviva Stadium                                  |                                                |
| 6 décembre 2020 18:40 | Aaron Greene 51e · Roberto Lopes 74e | (0-0, 2-2, 2-2) | 68e 70e (pen.) 117e David McMillan · 110e Sean Hoare | Spectateurs : Huis-clos Arbitrage : Rob Harvey | Spectateurs : Huis-clos Arbitrage : Rob Harvey |
| 6 décembre 2020 18:40 | Alan Mannus, Roberto Lopes, Joey O'Brien (46' Lee Grace), Liam Scales, Sean Kavanagh, Ronan Finn (83' Greg Bolger), Jack Byrne, Graham Burke, Aaron McEneff, Dylan Watts (83' Rhys Marshall), Aaron Greene (106' Dean Williams) | Équipes         | Gary Rogers, Brian Gartland (106' Sean Hoare), Daniel Cleary, Andy Boyle, Sean Gannon, Cameron Dummigan, Michael Duffy (111' Daniel Kelly), Patrick McEleney (95' John Mountney), Chris Shields, Greg Sloggett (87' Jordan Flores), David McMillan | Spectateurs : Huis-clos Arbitrage : Rob Harvey | Spectateurs : Huis-clos Arbitrage : Rob Harvey |

Dundalk remporte sa douzième Coupe d'Irlande en s'imposant 4-2 en finale contre le champion 2020 les Shamrock Rovers. La victoire n'arrive qu'après prolongations. Dundalk inflige là aux Shamrock Rovers leur toute première défaite en 2020 en compétition nationale.